# 延命寺 (白石市)
延命寺（えんめいじ）は、宮城県白石市にある真言宗智山派の寺院。新西國霊場刈田札所第三十三番。

## 概要

### 山門
延命寺山門は、明治維新後、かつては白石城厩口門であったものを移築したものである。

### 不澄ヶ池
境内にある池の名称。源義経が奥州平泉に下向のとき、この地で一休みをした。そのとき、武蔵坊弁慶がこの池の水で薙刀を研ぎ、そのさび水が池に流れ込み、それ以来濁ったままになった。村人はこれ以降、この池を「不澄ヶ池」と呼ぶようになり、この地の地名の由来にもなっている。なお、隣接する地名に延命寺北という地名もあるが、寺の住所は今も不澄ヶ池となっている。

## ころり地蔵尊
境内には「ころり地蔵尊（安珍地蔵尊）」が安置されている。

## 大聖歓喜天祭典
大聖歓喜天祭典（おしょうでんさん）は毎年7月15日前夜祭、翌16日に当日祭が行われる祭典。曜日に関係なくこの日付で行われる。一般的には15日の前夜祭に露天がならび付近の子供を中心とした人で賑わう。夕方より大護摩供祈祷が行われ、近年では夜から本堂にて余興奉納（演奏や歌謡など）が行われるようになった。
現在露天は延命寺山門前の延命寺児童公園で行われる。